# كتانية دبقة
الكتانية الدبقة (باللاتينية: Linaria viscosa) نوع نباتي يتبع جنس الكتانية من الفصيلة الحملية من رتبة الشفويات.

## الموئل والانتشار
تنتشر في المغرب العربي وغرب حوض البحر الأبيض المتوسط.

## مرادفات للاسم العلمي
- (باللاتينية: Antirrhinum viscosum L.)